# وانگلس
وانگلس (به آلمانی: Wangels) یک شهر در آلمان است که در استهلشتاین واقع شده‌است. وانگلس ۲٬۳۳۳ نفر جمعیت دارد.